# Anubis (Zvjezdana vrata)
Anubis je zamišljeni lik iz znanstveno fantastične TV serije Zvjezdana vrata SG-1. On je iznimno moćni Goa'uld, vođa zle izvanzemaljske rase u galaksiji. Prvi puta je spomenut u epizodi "Između dvije vatre" u petoj sezoni, a prvo pojavljivanje mu je bilo u posljednjoj epizodi pete sezone "Otkriće".
Kao i većina drugih moćnih Goa'ulda, on se smatra oličjem mitološke ličnosti iz starog Egipta, najvjerojatnije egipatskog boga Anubisa. Međutim, Anubis je mnogo opasniji od većine drugih Goa'ulda i nije sličan ostalim Goa'uldima pa mu obično ljudsko oružje ne može nanijeti povrede.
Zbog svoje prirode nema potpuno tjelesno obličje. Uglavnom se materijalizira kroz neki lik. Ulogu Anubisa je glumilo nekoliko glumaca uključujući Davida Palffya, Deana Ayleswortha, Rika Kiviahoa i Georgea Dzundza.